# Sân vận động tượng đài Isidro Romero Carbo
Sân vận động tượng đài Banco Pichincha (tiếng Tây Ban Nha: Estadio Monumental Banco Pichincha) là một sân vận động bóng đá nằm ở giáo xứ Tarqui ở phía bắc Guayaquil, Ecuador. Đây là sân nhà của câu lạc bộ bóng đá Ecuador Barcelona SC. Sân có sức chứa 59.283 chỗ ngồi, khiến sân trở thành sân vận động lớn nhất ở Ecuador.

## Lịch sử
Ý tưởng về sân vận động được ra đời từ sáng kiến của chủ tịch câu lạc bộ Isidro Romero Carbo. Ông muốn Barcelona, vào thời điểm đội đang chơi các trận đấu trên sân nhà tại Sân vận động Modelo Alberto Spencer Herrera, có sân vận động của riêng đội bóng.
Sân vận động được khánh thành vào ngày 27 tháng 12 năm 1987. Trận đấu đầu tiên được diễn ra giữa Barcelona SC và FC Barcelona của Tây Ban Nha. Barcelona SC đã giành chiến thắng với tỷ số 1–0. Barcelona đã mời nhiều nhân vật nổi tiếng của bóng đá Nam Mỹ, chẳng hạn Pelé, đến dự lễ khánh thành. Pelé đã rất ngạc nhiên, và ông đã so sánh sân vận động này với Sân vận động Maracanã nổi tiếng ở Rio de Janeiro.
| “ | Se o Maracanã é o maior estádio do mundo, o Monumental é um dos mais belos. (Nếu Maracanã là sân vận động lớn nhất thế giới, thì Tượng đài là một trong những sân vận động đẹp nhất thế giới). | ” |

Một tấm bảng vàng ghi lại hình ảnh Pelé và câu nói của ông được lắp đặt bên trong sân vận động.
Sân có các cơ sở y tế, cửa hàng may mặc và lưu niệm, và nhà hàng, trên tổng diện tích khoảng 5.100 m². Mặt sân bóng đá có chiều dài 105 m và chiều rộng 70 m. Gần sân vận động này có một sân tập có tên gọi là Alternate Field Sigifredo Agapito Chuchuca nhằm vinh danh một trong những tiền vệ vĩ đại nhất trong lịch sử đội bóng.
Sân vận động này đã tổ chức 5 trận đấu của Cúp bóng đá Nam Mỹ 1993, bao gồm trận chung kết.
Vào ngày 2 tháng 1 năm 2008, chủ tịch của Barcelona Eduardo Maruri đã ký hợp đồng 4 năm với ngân hàng Banco Pichincha của Ecuador để sân vận động được đặt theo tên của ngân hàng này. Hợp đồng đã được gia hạn nhưng đã kết thúc vào năm 2015.

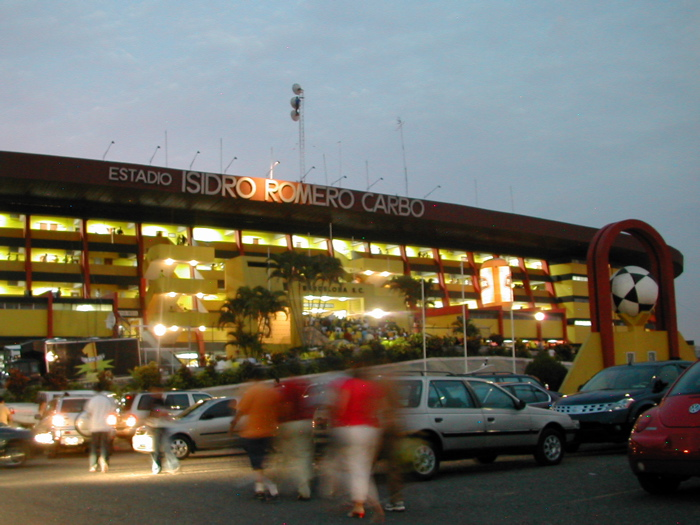
Bên ngoài sân vận động vào năm 2005